# 브렌네케
브렌네케(Brenneke GmbH)는 니더작센주 랑엔하겐에 본사를 둔 독일의 탄약 및 탄알 제조사이다.
이 회사는 1895년 빌헬름 브렌네케에 의해 설립되었으며, 현재 그의 증손자인 페터 망크 박사가 소유하고 운영한다.
브렌네케는 사격 및 사냥용 산탄총 탄피, 법집행기관용 특수 슬러그탄, 그리고 사냥용 탄환과 핸드로드용 발사체를 만든다. 가장 잘 알려진 제품은 산탄총용 브렌네케 슬러그탄과 일련의 소총 탄알이다.

## 랑엔하겐 표준
1990년 브렌네케의 후원 아래 랑엔하겐 표준(독일어: Langenhagener Norm)이 만들어졌다. 본질적으로 이 표준은 사냥 시 슬러그탄의 편차가 50 미터 (55 yd) 거리에서 10 센티미터 (3.9 in) 지름의 원을 초과해서는 안 된다는 것을 의미한다. 드릴링의 경우, 세 총열의 총 편차는 15 센티미터 (5.9 in) 지름의 원을 초과해서는 안 된다.

## 소총탄
모든 브렌네케 소총탄은 이른바 어뢰형 꼬리(독일어: Torpedo-Heck)를 가지고 있는데, 이는 보트테일의 특수 형태이다.
가장 잘 알려진 것은 다음과 같다:
- TIG(독일어: Torpedo Ideal Geschoß), 주로 작은 사냥감을 위한 부드러운 코어를 가진 파편화 탄환으로, 1917년-1927년에 개발되었다.[7]
- TUG(독일어: Torpedo Universal-Geschoß), 주로 큰 사냥감을 위한 단단한 코어를 가진 변형 탄환으로, 1935년에 개발되었다.[8]

1935년부터 2003년까지 브렌네케는 브렌네케 슬러그탄 개선에 집중했다. 2003년부터는 다음을 개발했다.
- TOG(독일어: Torpedo Optimal-Geschoß) (2003), 큰 사냥감용 변형 탄환[10]
- TAG(독일어: Torpedo Alternativ-Geschoß) (2007), 무연 변형 탄환[11]

TIG 및 TUG의 무연 버전은 "TIG nature" 및 "TUG nature"로 제작된다.

### 브렌네케 TIG 및 TUG 대 RWS ID 및 UNI
1972년부터 2006년까지 이 제품들은 RWS에 의해 라이선스 제조 및 개발되었지만, 2006년 라이선스가 갱신되지 않아 RWS는 2006년 7월 1일부터 이 탄알들을 ID-Classic 및 UNI-Classic으로 판매하기 시작했다. 2009년 2월, 브렌네케는 ID-Classic과 UNI-Classic을 모조품으로 간주하고 RUAG 아모텍에 대해 소송을 제기했다.
브렌네케는 이제 다른 제조업체의 탄알 및 탄약을 자체 이름으로 판매한다.

## 구경
빌헬름 브렌네케는 일부 소총 탄약통을 개발했다. 일반적으로 이들은 황동 길이가 64 밀리미터 (2.5 in) 무림 또는 65 밀리미터 (2.6 in) 플랜지형으로, 유럽 사냥꾼들에게 여전히 인기 있는 콤비네이션 건 및 기타 브레이크 액션 소총에 사용된다. 이 구경들은 순전히 민간용으로 사용되기 때문에 프랑스와 같이 군용 구경을 금지하는 국가에서 엄청난 인기를 누린다. 다음은 그 구경들이다.
- 7×64mm / 7x65mm R (1917–1927)
- 8×64mm S (1912) / 8x65mm RS
- 9.3×64mm 브렌네케 (1927)